# No Security (musikalbum)
No Security är ett livealbum av The Rolling Stones, utgivet 1998. Det spelades in under Bridges to Babylon Tour 1997-1998

## Låtlista
Samtliga låtar skrivna av Mick Jagger och Keith Richards, om annat inte agnes.
1. "Intro" – 0:50
2. "You Got Me Rocking" – 3:26
3. "Gimme Shelter" – 6:12
4. "Flip the Switch" – 4:12
5. "Memory Motel" – 5:52 (med Dave Matthews)
6. "Corinna" (Taj Mahal/Jesse Ed Davis) – 3:56 (med Taj Mahal)
7. "Saint of Me" – 5:18
8. "Waiting on a Friend" – 4:52
9. "Sister Morphine" (Mick Jagger/Keith Richards/Marianne Faithfull) – 6:05
10. "Live With Me" – 3:55
11. "Respectable" – 3:20
12. "Thief in the Night" (Mick Jagger/Keith Richards/Pierre de Beauport) – 5:37
13. "The Last Time" – 4:19
14. "Out of Control" – 7:59
15. "I Just Want to Make Love to You" (Willie Dixon) - 5:00 (bonuslåt på japansk utgåvan)